# The Monster of Piedras Blancas
The Monster of Piedras Blancas este un film SF american din 1959 regizat de Irvin Berwick. În rolurile principale joacă actorii Les Tremayne, Forrest Lewis, John Harmon.